# Нодар Думбадзе
Нода́р Володи́мирович Думба́дзе (груз. ნოდარ დუმბაძე; 14 липня 1928 — 14 вересня 1984) — грузинський письменник, громадський діяч, лауреат Ленінської премії.

## Біографія
Нодар Думбадзе народився 14 липня 1928 року в Тбілісі. Ріс у селі Хідіставі, розташованому в західній Грузії. Після закінчення середньої школи вступив до Тбіліського університету на економічний факультет. Університет закінчив у 1950 році. Кілька років працював в університеті лаборантом. З 1957 року Нодар Думбадзе переходить цілком на літературну роботу, працював у журналах «Ціскарі» («Світанок»), «Ніангі» («Крокодил»). З 1962 по 1965 рік був співробітником сценарного відділу на кіностудії «Грузія-фільм». У 1965 році знову повернувся до журналу «Ніангі» де працював головним редактором до 1973 року.
Помер 14 вересня 1984 року в Тбілісі.